# Río Ohře
El río Ohře (llamado Eger a su paso por Alemania) es un afluente del río Elba de 316 km de longitud, de los cuales 65 km transcurren por el estado alemán de Baviera y 251 km por la República Checa. Su cuenca hidrográfica abarca un total de 6.255 km², de los cuales 5.614 km² están en Chequia y 641 km² en Alemania.
El río es muy popular entre los palistas que lo utilizan desde la presa de Skalka, en Cheb, hasta el embalse de Nechranice, cerca de Žatec.

## Geografía

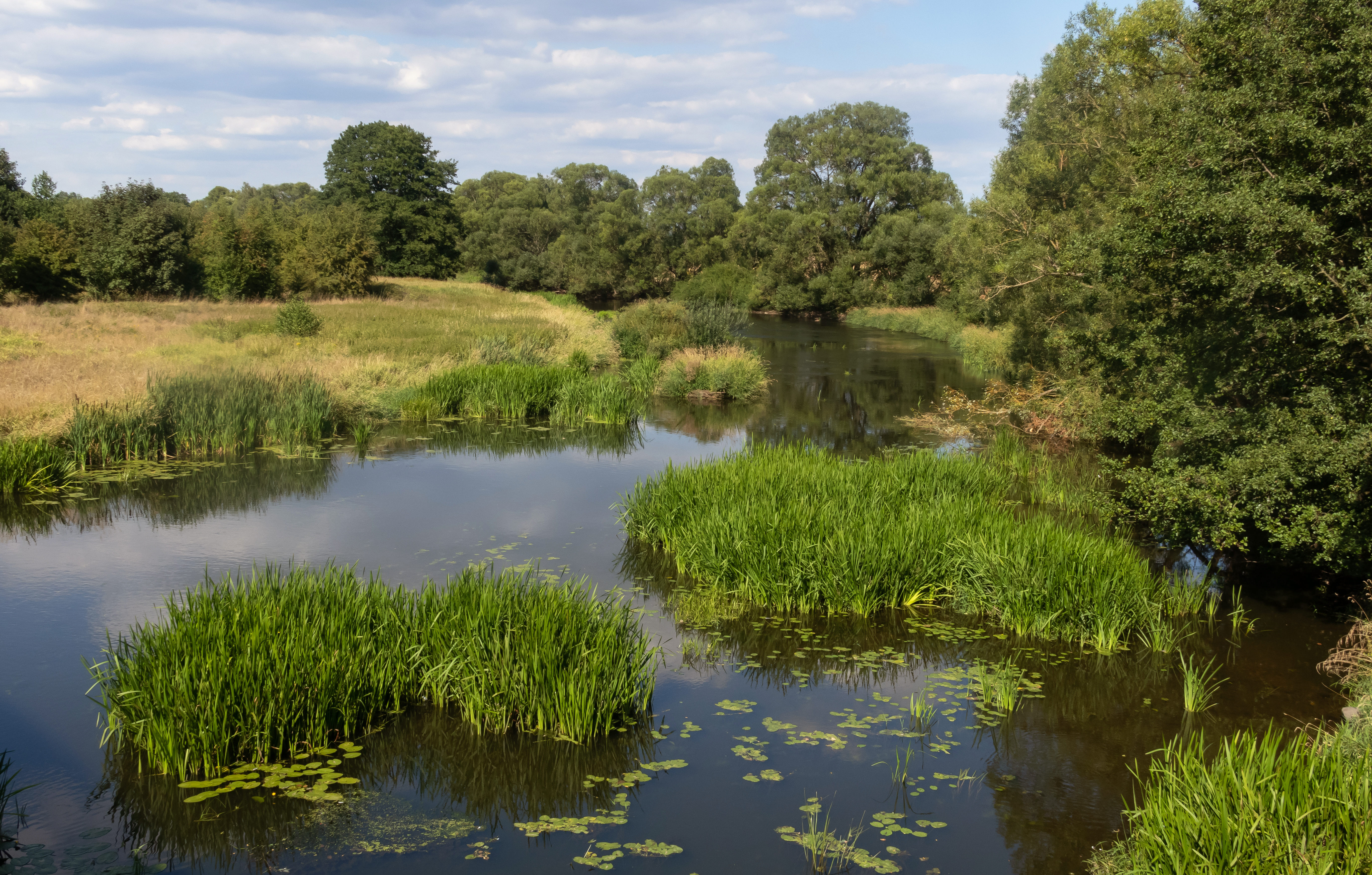
El rio Ohře cerca Jindřichov

El río Ohře nace en Alemania con el nombre de Eger, en el estado federado de Baviera, a los pies del monte Schneeberg, en Montañas de los Abetos, cerca de Bad Weißenstadt. Tras entrar en la República Checa, pasa por las poblaciones de Cheb (en alemán Eger), Karlovy Vary, Sokolov, Klášterec nad Ohří, Kadaň, Žatec, Louny y Terezín, para acabar vertiendo sus aguas en el Elba a su paso por Litoměřice. La región de Bohemia por la que transcurre el río fue conocida hasta 1945 como Egerland.
Sus principales afluentes son los ríos Teplá, Chomutovka y Odrava.
La tradición checa afirma que el río toma su nombre de la palabra checa ohřát, que significa "recalentar", debido a que el Teplá (que significa "templado" en checo) eleva la temperatura del río tras su confluencia. Sin embargo, el nombre le viene de la palabra celta Agara (ag es "salmón" y ara es "río"), que dio origen al nombre alemán de Eger y Ohře en checo, ya que en la lengua checa, la "g" se cambió por una "h".
El río ha sido el nexo de unión entre varias localidades alemanas y checas para la creación de una eurorregión llamada Eurorregión Egrensis.